# Резистом
Резистом — термин, предложенный Джерардом Райтом для описания совокупности генов антибиотикорезистентности и их предшественников у микроорганизмов.

## Разновидности
Среди генов антибиотикорезистентности выделяют четыре типа:
1. Гены устойчивости патогенных бактерий. На данный момент они изучены недостаточно и представляют наибольший научный интерес.
2. Гены устойчивости продуцентов антибиотиков. Некоторые микроорганизмы (например, почвенная биота или грибы), вырабатывающие антибиотики в естественной среде, обладают собственными механизмами защиты[2]. Гены, кодирующие этот вид устойчивости, служат источником антибиотикорезистентности[3] для многих патогенных бактерий.
3. Скрытые гены устойчивости. Такие гены встречаются в бактериальных хромосомах, но непосредственно не обеспечивают устойчивость, поскольку уровень их экспрессии обычно низкий или не отмечается[4].
4. Гены-предшественники. Эти гены не отвечают за антибиотикорезистентность. Однако они кодируют белки, которые обеспечивают некий базовый уровень активности против молекул антибиотиков или аффинны к молекуле. В обоих случаях взаимодействие может привести к экспрессии полноценного гена резистентности.

Свойства данных групп не являются абсолютно независимыми и могут частично накладываться друг на друга.